# Un armistice plutôt mouvementé
 (février 2017).
Si vous disposez d'ouvrages ou d'articles de référence ou si vous connaissez des sites web de qualité traitant du thème abordé ici, merci de compléter l'article en donnant les références utiles à sa vérifiabilité et en les liant à la section « Notes et références ».
Pour plus de détails, voir Fiche technique et Distribution.
Un armistice plutôt mouvementé (The Truce Hurts) est le 35e court métrage d'animation de la série américaine Tom et Jerry réalisé par William Hanna et Joseph Barbera et sorti le 17 juillet 1948.

## Fiche technique
- Réalisation : Bill Hanna et Joseph Barbera
- Musique : Scott Bradley
- Studio de production : Metro-Goldwyn-Mayer (MGM)
- Production : Fred Quimby
- Animation : Ed Barge, Irvin Spence, Kenneth Mush et Ray Patterson